# Erigonella stubbei
Erigonella stubbei là một loài nhện trong họ Linyphiidae.
Loài này thuộc chi Erigonella. Erigonella stubbei được Heimer miêu tả năm 1987.